# Brady Ellison
Brady Lee Ellison (Glendale, 27 de octubre de 1988) es un deportista estadounidense que compite en tiro con arco, en la modalidad de arco recurvo; tres veces subcampeón olímpico y cuatro veces campeón mundial.

## Trayectoria
Participó en cinco Juegos Olímpicos de Verano, entre los años 2008 y 2024, obteniendo en total cinco medallas, plata en Londres 2012, en la prueba por equipo (junto con Jacob Wukie y Jake Kaminski), dos en Río de Janeiro 2016, plata por equipo (con Zach Garrett y Jake Kaminski) y bronce individual, y dos en París 2024, plata individual y bronce en el equipo mixto (con Casey Kaufhold).
Ganó seis medallas en el Campeonato Mundial de Tiro con Arco al Aire Libre entre los años 2011 y 2021, y cinco medallas en el Campeonato Mundial de Tiro con Arco en Sala entre los años 2009 y 2016.
En los Juegos Panamericanos obtuvo nueve medallas entre los años 2007 y 2023.
Ha obtenido diez medallas en la Final de la Copa Mundial, cinco de oro, tres de plata y dos de bronce, y numerosos podios en las etapas de la Copa Mundial.  Además, consiguió tres medallas de plata en los Juegos Mundiales entre los años 2013 y 2022.

## Palmarés internacional
| Juegos Olímpicos                 | Juegos Olímpicos                | Juegos Olímpicos  | Juegos Olímpicos |
| Año                              | Lugar                           | Medalla           | Prueba           |
| -------------------------------- | ------------------------------- | ----------------- | ---------------- |
| 2012                             | Londres (Reino Unido)           | Medalla de plata  | Equipo           |
| 2016                             | Río de Janeiro (Brasil)         | Medalla de plata  | Equipo           |
| 2016                             | Río de Janeiro (Brasil)         | Medalla de bronce | Individual       |
| 2024                             | París (Francia)                 | Medalla de plata  | Individual       |
| 2024                             | París (Francia)                 | Medalla de bronce | Equipo mixto     |
| Campeonato Mundial al Aire Libre |                                 |                   |                  |
| Año                              | Lugar                           | Medalla           | Prueba           |
| 2011                             | Turín (Italia)                  | Medalla de bronce | Individual       |
| 2013                             | Belek (Turquía)                 | Medalla de oro    | Equipo           |
| 2013                             | Belek (Turquía)                 | Medalla de plata  | Equipo mixto     |
| 2019                             | 's-Hertogenbosch (Países Bajos) | Medalla de oro    | Individual       |
| 2021                             | Yankton (Estados Unidos)        | Medalla de plata  | Equipo           |
| 2021                             | Yankton (Estados Unidos)        | Medalla de bronce | Individual       |
| Campeonato Mundial en Sala       |                                 |                   |                  |
| Año                              | Lugar                           | Medalla           | Prueba           |
| 2009                             | Rzeszów (Polonia)               | Medalla de oro    | Equipo           |
| 2012                             | Las Vegas (Estados Unidos)      | Medalla de oro    | Equipo           |
| 2012                             | Las Vegas (Estados Unidos)      | Medalla de bronce | Individual       |
| 2014                             | Nimes (Francia)                 | Medalla de bronce | Individual       |
| 2016                             | Ankara (Turquía)                | Medalla de bronce | Individual       |
| Juegos Panamericanos             |                                 |                   |                  |
| Año                              | Lugar                           | Medalla           | Prueba           |
| 2007                             | Río de Janeiro (Brasil)         | Medalla de oro    | Equipo           |
| 2011                             | Guadalajara (México)            | Medalla de oro    | Individual       |
| 2011                             | Guadalajara (México)            | Medalla de oro    | Equipo           |
| 2015                             | Toronto (Canadá)                | Medalla de plata  | Individual       |
| 2015                             | Toronto (Canadá)                | Medalla de plata  | Equipo           |
| 2019                             | Lima (Perú)                     | Medalla de oro    | Equipo mixto     |
| 2019                             | Lima (Perú)                     | Medalla de bronce | Equipo           |
| 2023                             | Santiago (Chile)                | Medalla de oro    | Equipo           |
| 2023                             | Santiago (Chile)                | Medalla de oro    | Equipo mixto     |